# Heart Machine
Heart Machine est un studio de développement de jeu vidéo indépendant fondé en 2013 par Alx Preston. Ce studio est principalement connu pour ses deux productions, Hyper Light Drifter, sorti en 2016 et Solar Ash, sorti en 2021.

## Historique
Le studio est fondé en 2013 par Alx Preston, afin de contribuer au développement d'Hyper Light Drifter, un jeu dont il est le directeur et dont le financement s'est majoritairement effectué via crowdfunding. Le nom du studio tire son inspiration des cardiopathies congénitales dont Preston a été atteint, et qui sont également la principale inspiration du jeu. Après qu'Hyper Light Drifter ait dépassé son objectif de financement participatif, Preston établit le studio Heart Machine dans un bureau coopératif mis à disposition des développeurs indépendants à Culver City, qu'il avait précédemment aidé à mettre en place.
Le jeu suivant, Solar Ash est annoncé en mars 2019, édité par Annapurna Interactive. Preston annonce avoir commencé le développement du jeu quelque temps après la sortie d'Hyper Light Drifter, et que le jeu présentera des caractéristiques inédites. Le jeu sort finalement en décembre 2021. 

## Jeux développés
| Année | Titre               | Platformes                                                               | Éditeur               |
| ----- | ------------------- | ------------------------------------------------------------------------ | --------------------- |
| 2016  | Hyper Light Drifter | Linux, Microsoft Windows, OS X, PlayStation 4, Xbox One, Nintendo Switch | Auto-édité            |
| 2021  | Solar Ash           | Windows, PlayStation 4, PlayStation 5                                    | Annapurna Interactive |
| 2024  | Hyper Light Breaker | Windows                                                                  | Gearbox Publishing    |